# Pincio

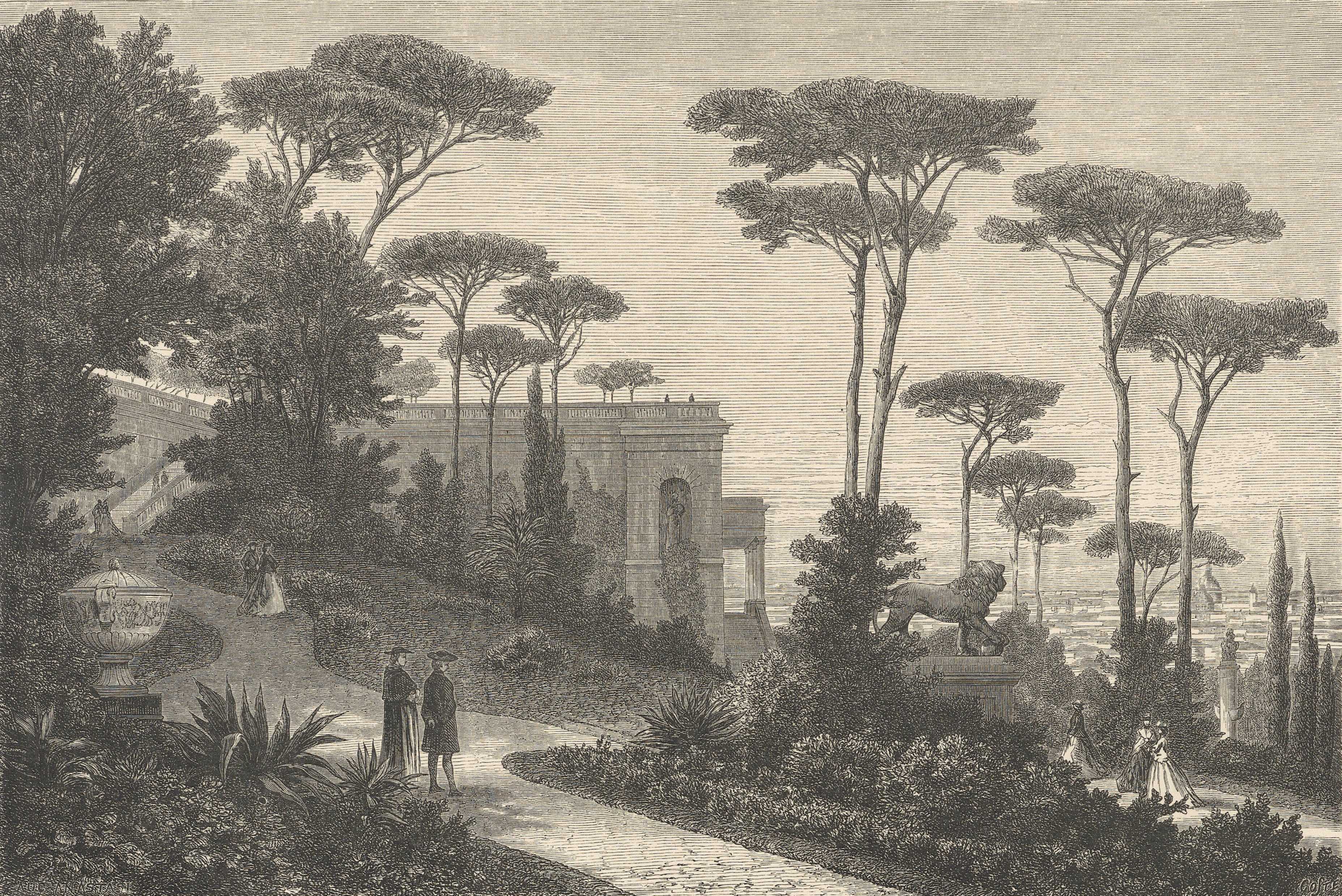
Ogrody na wzgórzu Pincio (ok. 1887)

Pincio (wł. Pincio, łac. Mons Pincius) – wzgórze w Rzymie, nienależące do siedmiu głównych wzgórz Rzymu. Położone na północ od Kwirynału, poza obszarem antycznego Rzymu, jednakże wewnątrz murów miejskich zbudowanych w latach 270–273 przez cesarza Aureliana.